# Sasek (Szczytno)
Sasek (deutsch Schobensee) ist ein kleiner Ort in der polnischen Woiwodschaft Ermland-Masuren und gehört zur Gmina Szczytno (Landgemeinde Ortelsburg) im Powiat Szczycieński (Kreis Ortelsburg).

## Geographische Lage
Sasek liegt am Westufer des Großen Schobensees (polnisch Jezioro Sasek Wielki) in der südlichen Mitte der Woiwodschaft Ermland-Masuren, zehn Kilometer nordwestlich der Kreisstadt Szczytno (deutsch Ortelsburg).

## Geschichte
Die Entstehung des Ortes Schobensee fällt in die Zeit der Corpeller Forstseparation. Die Planung erfolgte 1785, und am 31. Dezember 1787 wurde die Gründungshandfeste ausgestellt. 1804 wirtschafteten hier acht Bauern. Ungünstige Verkehrs- und Geländeverhältnisse verhinderten einen wirtschaftlichen Aufschwung des Ortes.
Im Jahre 1874 wurde Schobensee in den neu errichteten Amtsbezirk Corpellen (1928 bis 1945 Korpellen, polnisch Korpele) im ostpreußischen Kreis Ortelsburg eingegliedert.
28 Einwohner waren 1910 in Schobensee registriert, 1933 waren es 33, und mit 34 Einwohnern im Jahre 1939 zählte Schobensee zu den kleinsten Landgemeinden des Kreises.
Aufgrund der Bestimmungen des Versailler Vertrags stimmte die Bevölkerung im Abstimmungsgebiet Allenstein, zu dem Schobensee gehörte, am 11. Juli 1920 über die weitere staatliche Zugehörigkeit zu Ostpreußen (und damit zu Deutschland) oder den Anschluss an Polen ab. In Schobensee stimmten 26 Einwohner für den Verbleib bei Ostpreußen, auf Polen entfielen keine Stimmen.
1945 kam Schobensee in Kriegsfolge mit dem gesamten südlichen Ostpreußen zu Polen und erhielt die polnische Namensversion „Sasek“. Heute ist der Weiler (polnisch Osada) eine Ortschaft in der Landgemeinde  Szczytno (Ortelsburg) im Powiat Szczycieński (Kreis Ortelsburg), bis 1998 der Woiwodschaft Olsztyn, seither der Woiwodschaft Ermland-Masuren zugehörig.

## Kirche
Bis 1945 war Schobensee in die evangelische Kirche Passenheim in der Kirchenprovinz Ostpreußen der Kirche der Altpreußischen Union sowie in die römisch-katholische Kirche Pasenheim im damaligen Bistum Ermland eingepfarrt.
Heute gehört Sasek zur katholischen Kirche in Grom (Grammen) im jetzigen Erzbistum Ermland sowie zur evangelischen Kirche Pasym in der Diözese Masuren der Evangelisch-Augsburgischen Kirche in Polen.

## Verkehr
Sasek liegt an einer Nebenstraße, die bei Jęcznik (Davidshof) von der Landesstraße 53 (einstige deutsche Reichsstraße 134) abzweigt und über Dąbrowa Nadjezierna (Hinterdamerau) bis nach Łysa Góra (Anhaltsberg) führt. Eine Anbindung an den Bahnverkehr besteht nicht.